# Колдуэлл, Эрскин
Эрскин Престон Колдуэлл (англ. Erskine Preston Caldwell, 17 декабря 1903 — 11 апреля 1987) — американский писатель-прозаик, представитель реалистического направления в литературе.

## Биография
Эрскин Колдуэлл родился 17 декабря 1903 года в городке Уайт-Оук (штат Джорджия), в семье священника. В молодости сменил ряд профессий. Писательскую карьеру начал в 1931 году, опубликовав сборник новелл «Американская земля» (англ. American Earth). Затем последовали новые сборники рассказов, а также романы «Табачная дорога» (англ. Tobacco Road, 1932), «Божья делянка» (англ. God’s Little Acre, 1933).
В 1937 году Колдуэлл совместно с художницей-фотографом Маргарет Бурк-Уайт издает фотоальбом «Ты видел их лица» (англ. You Have Seen Their Faces). В 1939 году они женятся — этот брак продлился до 1942 года
Долгое время Колдуэлл поддерживал тесные связи с СССР. Был вице-президентом просоветской Лиги американских писателей. На русский язык его произведения неоднократно переводились начиная с 1938 года. С мая по сентябрь 1941 года писатель был корреспондентом в Москве. В результате у него вышли публицистические книги «Москва под огнём» (англ. Moscow Under Fire) и «Всё брошено на Смоленск» (англ. All-Out on the Road to Smolensk, 1942), а также роман «Всю ночь напролёт» (англ. All Night Long, 1942) — о партизанском движении в СССР. Впоследствии писатель посещал СССР в 1959 и 1963 году.
Колдуэлл скончался 11 апреля 1987 г. в Парадайс-Валли (Аризона).

## Издания
- The complete stories, Toronto, 1953
- The weather shelter, L., 1970;
- Американские рассказы. М., Гослитиздат, 1936. 284 с.
- Табачная дорога. Л., Художественная литература, 1938. 233 с.
- Мальчик из Джорджии. М., 1945 Перевод с англ. Н. Волжиной и Ив. Кашкина. Послесловие В. Смирнова
- Избранные рассказы. М.: Правда, 1947. — 63 с.
- Любовь и деньги, 1954;
- Рассказы. М.: Правда, 1955. — 40 с. (Библиотека «Огонёк»);
- Повести и рассказы, М., 1956;
- Дженни. Ближе к дому, М., 1963;
- Вдоль и поперёк Америки, М.: Прогресс, 1966; с иллюстрациями Вирджинии М. Колдуэлл.
- Дорога на Смоленск // Дорога на Смоленск: американские писатели и журналисты о Великой Отечественной войне советского народа 1941—1945. М.: Прогресс, 1985. С. 24-53.